# Robert Hunter (kolarz)
Robert Hunter (ur. 22 kwietnia 1977 w Johannesburgu) – południowoafrykański kolarz szosowy.
Kolarzem zawodowym jest od 1999, w którym dołączył do drużyny Lampre-Daikin. Jest sprinterem i specjalistą jazdy indywidualnej na czas. Największy sukces odnotował w 2007, zwyciężając na 11. etapie w Tour de France.
Trzykrotnie startował w igrzyskach olimpijskich (2000, 2004, 2008), jednak nie ukończył wyścigów ze startu wspólnego.

## Najważniejsze osiągnięcia
1999
- 1. miejsce na 1. etapie Vuelta a España

2000
- 2. miejsce w Ronde van Nederland
- 1. miejsce w mistrzostwach RPA (jazda ind. na czas)

2001
- 1. miejsce na 17. etapie Vuelta a España

2002
- 1. miejsce na 1. etapie Tour de Pologne
- 1. miejsce na 1. i 4. etapie Tour de Langkawi

2004
- 1. miejsce na 3. i 5. etapie Tour de Suisse
- 1. miejsce w Tour of Qatar
  - 1. miejsce na 3. i 5. etapie

2005
- 1. miejsce na 5. etapie Tour Méditerranéen
- 1. miejsce na 4. etapie Setmana Catalana
- 1. miejsce na 1. etapie Tour de Georgia

2006
- 1. miejsce w mistrzostwach Afryki (jazda ind. na czas)

2007
- 1. miejsce na 11. etapie Tour de France
- 1. miejsce w Tour de Picardie
  - 1. miejsce na 1. etapie
- 1. miejsce na 2. etapie Clasica Alcobendas
- 1. miejsce na 5. etapie Giro del Capo

2009
- 1. miejsce na 4. etapie Tour Méditerranéen

2010
- 1. miejsce na 1. i 2. etapie Vuelta a Murcia

2011
- 1. miejsce na 1. etapie Dookoła Austrii

2012
- 1. miejsce w mistrzostwach RPA (start wspólny)
- 1. miejsce na 4. etapie Giro d'Italia (jazda druż. na czas)

2013
- 1. miejsce w Mzansi Tour